# Kale (Bośnia i Hercegowina)
Kale – wieś w Bośni i Hercegowinie, w Federacji Bośni i Hercegowiny, w kantonie hercegowińsko-neretwiańskim, w gminie Konjic. W 2013 roku liczyła 43 mieszkańców, z czego większość stanowili Boszniacy.